# Uchuu Sentai Kyuranger
Uchuu Sentai Kyuranger (宇宙戦隊キュウレンジャ (Vũ trụ Chiến đội Cửu Liên giả) Uchū Sentai Kyūrenjā), dịch là Chiến đội Vũ trụ Kyuranger, là Super Sentai series thứ 41 phát hành trong năm 2017, sau khi Zyuohger kết thúc. Bộ phim chiếu song song với Kamen Rider Ex-Aid và Kamen Rider Build trong Super Hero Time. Bộ phim được phát sóng vào lúc 7:30 sáng (giờ Nhật Bản) vào mỗi Chủ Nhật trên kênh TV Asahi. Đây là phim có số lượng chiến binh ban đầu nhiều nhất series với 9 người. Sau 3 năm, tên màu sắc bằng tiếng Anh mới có trong tên của các chiến binh, và là lần mới nhất trong tên của họ không có một chữ nào trong tên của chiến đội, sau Gekisou Sentai Carranger. Phim cũng là lần đầu tiên xuất hiện nữ chiến binh màu xanh lục. Tại Việt Nam, bộ phim được BH Media thuyết minh dưới tên Siêu nhân Chiến đội Vũ trụ Kyuranger. Daewon Media (Hàn Quốc) lồng tiếng Hàn cho phim này với tên gọi 'Power Rangers Galaxy Force.

## Tạo hình
Các thành viên của Uchu Sentai Kyuranger được lấy tên từ tên của 9 chòm sao trong 88 chòm sao trong thiên văn hiện đại. Các chòm sao là thứ mà các Kyuranger phải tìm kiếm. Trước mắt sẽ có 42 Kyutama tương ứng với 42 chòm sao, và theo nhiều dự đoán sẽ còn 46 Kyutama nữa cho 46 chòm sao còn lại. Riêng 9 thành viên trong đội thì mỗi người sẽ có sẵn 1 Kyutama tương ứng với chòm sao của họ. Tên của các thành viên Kyuranger tương ứng với 12 chòm sao lần lượt là: Shishi Red (chòm sao Sư Tử), Sasori Orange (chòm sao Thiên Yết), Ookami Blue (chòm sao Sài Lang), Tenbin Gold (chòm sao Thiên Bình), Oushi Black (chòm sao Kim Ngưu), Hebitsukai Silver (chòm sao Xà Phu), Chameleon Green (chòm sao Yển Diên), Washi Pink (chòm sao Thiên Ưng), Kajiki Yellow (chòm sao Kiếm Ngư).Trong vài tập sau, xuất hiện thêm 3 thành viên nữa là Ryu Commander (chòm sao Thiên Long), Koguma Skyblue (chòm sao Tiểu Hùng), Houou Soldier (chòm sao Phượng Hoàng).

## Cốt truyện
Mạc phủ Vũ trụ Jark Matter đô hộ cả vũ trụ, gây đau thương cho ở khắp mọi nơi. Tổ chức Rebellion - Quân Kháng chiến đi tìm 9 người được KyuTama (Ngọc cầu) lựa chọn để trở thành Kyuranger - 9 vị cứu tinh tối thượng, với nhiệm vụ tiêu diệt Jark Matter và giải phóng vũ trụ, đem lại hòa bình cho tất cả mọi người.

## Nhân vật

### Rebellion - Uchuu Sentai Kyuranger:
Lucky (ラッキー Rakkī) - Shishi Red (シシレッド Shishi Reddo)
- Biệt danh: Super Star (スーパースター Sūpā Sutā?)

► Pegasus Shishi Red (ペガサスシシレッド Pegasusu Shishi Reddo )
- Biệt danh: Dancing Star (ダンシングスター Danshingu Sutā?)

► Taiyou Shishi Red (タイヨウシシレッド Taiyo Shishi Reddo)
- Biệt danh: Shining Star (シャイニングスター Shainingu Sutā?)

► Shishi Red Moon (シシレッドムーン Shishi Reddo Mun)
- Biệt danh: Moody Star (ムーディースター Mūdī Sutā?)

► Shishi Red Orion (シシレッドオリオン Shishireddoorion)
- Biệt danh: Miracle Star (ミラクルスター Mirakuru Sutā?)

Là đội trưởng của Kyuranger và là một chàng trai đến từ hành tinh Luth của chòm sao Sư Tử. Ban đầu hành tinh quê nhà của cậu bị phá hủy khiến cha mẹ cậu đột ngột biến mất. Vì vậy dù cho tên cậu có nghĩa là "may mắn" nhưng cuộc đời của cậu không như cái tên của cậu. Sau đó cậu được ông quản gia đưa đến hành tinh Luth và lớn lên ở đó. Khi trưởng thành cậu rời hành tinh Luth và du hành ngoài vũ trụ. Tình cờ trong một lần đi ngang qua hành tinh Crotus, cậu nhìn thấy ba Kyuranger đang chiến đấu với Jark Matter. Bị ấn tượng bởi họ, cậu quyết định gia nhập trở thành thành viên của Kyuranger (Shishi Red). Cậu ta sau này được tiết lộ là hậu duệ của chiến binh huyền thoại Orion (đến từ chòm sao Lạp Hộ).
Stinger (スティンガー Sutingā) - Sasori Orange (サソリオレンジ Sasori Orenji) ► Ikkakuju Arm (イッカクジュウアーム kkakujū Āmu)
- Biệt danh:  Poison Star (ポイズンスター Poizun Sutā?)

Là người đã từng gia nhập vào Jark Matter để tìm anh trai mình là Scorpio. Sinh ra trong làng quê nghèo ở một hành tinh nhỏ của chòm sao Thiên Yết, cậu là người ngoài hành tinh mang chiếc đuôi sau lưng giống bọ cạp. Sau này cậu được tiết lộ là gián điệp do Shou Ronpou cử ra để tiếp cận tiến sĩ Anton và giả vờ là kẻ thù của Kyuranger. Stinger là một người điềm tĩnh và nghiêm túc đi theo con đường cậu tin là đúng. Trong chiến đấu cậu là một chiến binh tàn bạo, cậu có một lời thề danh dự: cậu sẽ không giết chết trẻ em hoặc cho phép bất cứ ai gián đoạn cuộc chiến của mình. Khi biến hình thành Kyuranger, đôi lúc cậu lộ ra chiếc đuôi bọ cạp ở sau lưng.
Garu (ガル) - Ookami Blue (オーカミブルー Ōkami Burū) ► Tsuki Mode (ツキモード Tsukimōdo)
- Biệt danh: Beast Star (ビーストスター Bīsuto Sutā?)

Đến từ hành tinh Jagjag của chòm sao Sài Lang, anh là cư dân cuối cùng còn sống sót của bộ tộc người sói. Garu nóng tính và bốc đồng, giống như một con thú hoang dại. Sau khi hành tinh của anh bị tàn phá, anh gia nhập Kyuranger để chống lại Jark Matter. Khi biến hình, anh thường mang một bộ lông sói ở phần chân của Ookami Blue.
Balance (バランス Baransu) - Tenbin Gold (テンビンゴールド Tenbin Gōrudo) ► Taiyou Mode (太陽モード Taiyō mōdo)
- Biệt danh: Trick Star (トリックスター Torikku Sutā?)

Là một người máy, một tên trộm đến từ chòm sao Thiên Bình và là một trong hai thành viên của băng trộm BN. Balance hào nhoáng, tràn đầy năng lượng, lém lỉnh, và có vẻ tham lam, điều này cân bằng với thành viên còn lại của BN là Narga. Khi cảm thấy buồn, anh thường tỏ ra lạc quan để che giấu nỗi buồn của mình trước mặt mọi người. Tuy được xem là thành viên lớn tuổi nhất trong nhóm Kyuranger  nhưng anh được tiết lộ là con út trong một gia đình. Balance cũng là thành viên duy nhất của Kyuranger không có motif động vật.
Champ (チャンプ Chanpu) - Oushi Black (オウシブラック Oushi Burakku) ► Yagyuu Juubee (ヤギュウジュウベエ Yagyuu Juubee)
- Biệt danh: Ring Star (リングスター Ringu Sutā?)

Là sản phẩm cơ khí (có hình người đầu trâu) do tiến sĩ Anton chế tạo. Trên một hành tinh của chòm sao Kim Ngưu, tiến sĩ Anton dạy cho anh ta biết thế nào là ý nghĩa của sự sống trong vũ trụ mà không để cho anh trở thành thành viên của Jark Matter. Sau khi chứng kiến giáo sư Anton bị giết, anh gia nhập Kyuranger. Khi biến hình phần kính hình đầu trâu trên mũ bảo hiểm của anh đưa ra ngoài (hai sừng đưa ra).
Narga Ray (ナーガ・レイ Nāga Rei) - Hebitsukai Silver (ヘビツカイシルバー Hebitsukai Shirubā) ► Hebitsukai Metal (ヘビツカイメタル Hebitsukai Metaru)
- Biệt danh: Silent Star (サイレントスター Sairento Sutā?)

Một người ngoài hành tinh đến từ bộ tộc của chòm sao Xà Phu, cậu là thành viên thứ hai của băng trộm BN. Sau khi gặp Lucky, cậu và Balance gia nhập vào Kyuranger. Bộ tộc của cậu đã từ bỏ cảm xúc, do đó tìm lại cảm xúc cũng là mục tiêu của cậu khi gia nhập Kyuanger. Ở tập 26, cậu bị Akyanba giải phóng cảm xúc biến thành Hebitsukai Metal nhưng ở các tập sau, cậu đã được các Kyuranger khác giúp trở lại bình thường.
Hammy (ハミィ Hamī) - Chameleon Green (カメレオングリーン Kamereon Gurīn)
- Biệt danh: Shinobi Star (シノビスター Shinobi Sutā?)

► Taiyou Chameleon Green (タイヨウカメレオングリーン Taiyo Kamereon Gurīn)
- Biệt danh: Shining Star (シャイニングスター Shainingu Sutā?)

► Chameleon Green Moon (カメレオングリーンムーン Kamereon Gurīn Mun)
- Biệt danh: Moody Star (ムーディースター Mūdī Sutā?)

Một người ngoài hành tinh đến từ chòm sao Yến Diên và là một trong những thành viên đầu tiên của Kyuranger. Là một người cực kỳ năng động nhưng không thể kiểm soát cảm xúc của mình do còn trẻ. Ngay từ nhỏ, cô đã được đào tạo bởi Ninja Master để trở thành một shinobi (nhẫn giả), vì thế thỉnh thoảng, cô dùng nhẫn thuật để chiến đấu. Một lần Jark Matter xâm lược ngôi làng của cô, cô đã cảnh báo với sư phụ cô và giúp cho lớp học shinobi của cô thoát nạn. Cô cũng là nữ Green Ranger đầu tiên có mặt trong đội hình Sentai ban đầu.
Raptor 283 (ラプター283 Raputā ni-hachi-san) - Washi Pink (ワシピンク Washi Pinku)
- Biệt danh: Speed Star (スピードスター Supīdo Sutā?)

Một người máy android đến từ chòm sao Thiên Ưng - cơ sở của Rebellion. Cô là chỉ huy ban đầu của tàu vũ trụ Orion và là thư ký của Shou Ronpou. Là thành viên biến hình cuối cùng của nhóm 9 Kyuranger ban đầu. Khi biến hình, cô luôn có một đôi cánh hồng ở phía sau lưng (tượng trưng cho đôi cánh chim ưng). Về sau cô được biết là sản phẩm do Ootori Tsurugi thiết kế.Cô có tình cảm với Spada từ lâu?
Spada (スパーダ Supāda) - Kajiki Yellow (カジキイエロー Kajiki Ierō)
- Biệt danh: Food Mei Star (フードマイスター Fūdo Mai Sutā?)

►Pegasus Kajiki Yellow (ペガサスカジキイエロー  Pegasusu Kajiki Ierō)
- Biệt danh: Dancing Star (ダンシングスター Danshingu Sutā?)

Là một thành viên có trong lực lượng ban đầu của Kyuranger và là một người dân của chòm sao Kiếm Ngư - hành tinh bị Jark Matter thống trị. Dưới sự đàn áp của Jark Matter, cậu đã biết nấu ăn từ nhỏ và mơ ước trở thành một đầu bếp ẩm thực vĩ đại nhất vũ trụ để cứu các anh chị em của mình khỏi nạn đói. Món ăn của cậu ngon đến mức Lucky đã ấn tượng ngay từ ban đầu khi vào Kyuranger.
Shou Ronpou (ショウ·ロンポー Shō Ronpō) - Ryu Violet (リュウバイオレット Ryū Baioretto) ►Ryu Commander (リュウコマンダー Ryū Komandā)
- Biệt danh: Dragon Ma-Star (ドラゴンマスター Doragon Ma Sutā?)

Lãnh đạo của Rebellion, chỉ huy hiện tại của Kyuranger (sau Big Bear - Đại Hùng) và là đội trưởng thứ hai (sau Lucky). Ông là người thu thập các Kyutama và tìm kiếm các thành viên của Kyuranger, ông đã nổi dậy để đấu tranh chống lại Mạc phủ vũ trụ Jark Matter. Ông cũng là người đã cử Stinger làm gián điệp để thâm nhập vào tổ chức Jark Matter. Đến từ chòm sao Thiên Long, ông là một người rồng. Ông sử dụng một cây gậy để chiến đấu.
Sakuma Kotarou (佐久間 小太郎 (Tá Cửu Gian Tiểu Thái Lang)) - Koguma Skyblue (コグマスカイブルー Koguma Sukaiburū)
- Biệt danh: Big Star (ビッグスター Biggu Sutā?)

Thành viên nhỏ tuổi nhất của nhóm và là người Trái Đất. Có được sức mạnh của Tư lệnh Big Bear - Đại Hùng và được chọn bởi Koguma Kyutama (mang sức mạnh của chòm sao Tiểu Hùng), cậu trở thành Koguma Skyblue. Bất chấp sự xâm lược của Jark Matter, cậu và em trai của mình là Sakuma Jiro, họ cùng nhau chiến đấu để chống lại thế lực thống trị. Ngoài Koguma Skyblue, cậu có thể biến hình thành Ooguma Skyblue (mang sức mạnh của chòm sao Đại Hùng) với hình dạng khổng lồ.
Ootori Tsurugi (鳳ツルギ (Phượng Kiếm Nhạc)) - Houou Soldier (ホウオウソルジャー  Hōō Sorujā)
- Biệt danh: Space Bu-Star (スペースバスター Supēsu Ba Sutā?)

Một chiến binh bất tử bí ẩn, một phi hành gia và là một nhà khoa học, anh là một người đã bị thương nặng trong trận chiến với Jark Matter và ngủ đông trong thuyền Argo cách đây khoảng 300 năm. Khi tỉnh dậy sau một giấc ngủ dài hàng thế kỉ, anh biến thành Houou Soldier (mang sức mạnh của chòm sao Phượng Hoàng) tấn công các Kyuranger khác cho đến khi họ biến hình, Tsurugi mới biết họ là nhóm Kyuranger. Khi các Kyuranger hỏi anh về sức mạnh của thuyền Argo, anh nói rằng nó chính là chìa khóa để đánh bại Jark Matter. Anh cũng là người đã thiết kế ra Raptor 283 và là người tiết lộ rằng Don Armage đã "chết" từ 300 năm trước, anh không hiểu vì sao hắn ta lại hồi sinh và chiến đấu và xâm lược vũ trụ sau này và anh đã tìm hiểu nguyên nhân hắn vẫn chưa chết.

## Vũ khí
- Kyu Tama (キュータマ Kyū Tama?, "Ngọc cầu"): là viên ngọc gắn lên đế (giống mô hình quả địa cầu), tượng trung cho 1 chòm sao. Riêng Hikari Kyu Tama có 2 đế. Các Kyu Tama đều được đánh số. Trước khi sử dụng, phải xoay Kyu Tama để hiện chòm sao trong nó (trong những tập đầu, hành động này được gọi là "Mawa Slide" (マワスライド Mawa Suraido?, Xoay cầu).
- Seiza Blaster (セイザブラスター Seiza Burasutā?): Thiết bị đeo tay của Kyuranger, có cò súng bên trái. Gắn Kyu Tama lên và gạt nó theo 4 hướng và bóp cò. Có 4 chức năng chính:
  - Gạt Kyu Tama ra trước - "Seiza Change!" (セイ・ザ・チェンジ！ Sei-za Chenji?) để biến thân. Khẩu lệnh biến thân là "Star Change!" (スターチェンジ！ Sutā Chenji?).
  - Gạt Kyu Tama ra sau - "Seiza Attack!" (セイ・ザ・アタック！ Sei-za Atakku?) nếu không phải là Kyu Tama biến thân, sẽ thực hiện chức năng của Kyu Tama đó. Nếu là Kyu Tama biến thân thì gạt ra sau 2 lần - "Galaxy!" (ギャラクシー！ Gyarakushī?) để thực hiện chiêu thức kết liễu "All Star Crash!" (オールスタークラッシュ！ Ōru Sutā Kurasshu?).
  - Gạt Kyu Tama sang trái - "Seiza Go!" (セイ・ザ・ゴー！ Sei-za Gō?), 1 Kyu Tama lớn được tạo ra bao lấy Kyuranger, bên trong là buồng lái để điều khiển Voyager.
  - Gạt Kyu Tama sang phải - "Seiza Docking!" (セイ・ザ・ドッキング！ Sei-za Dokkingu?). Chức năng hợp thể các Voyager lại thành Mecha khổng lồ. Thường chỉ được Lucky (Shishi Red) sử dụng do Shishi Voyager của anh là phần thân.  (Một điều khán giả có thể không để ý: Đây là sentai đầu tiên kể từ Timeranger, khẩu lệnh hợp thể là tên chiến đội + "gattai" không được sử dụng. Như trong series này, cụm từ "Uchu Gattai" không được sử dụng).
  - Ngoài 4 chức năng trên, Seiza Blaster còn được sử dụng để liên lạc và là 1 vũ khí tấn công phụ.
- Kyu The Weapon (キューザウェポン Kyū Za Wepon?): Là vũ khí chính của 9 Kyuranger đầu. Có các mảnh để ghép lại thành vũ khí riêng biệt tùy từng người. Trên cán của Kyu The Weapon có chỗ gắn Kyu Tama biến thân để kích hoạt chiêu thức kết liễu, khi đó cụm từ "Galaxy" vang lên.
  - Kyu Sword (キューソード Kyū Sōdo?): Vũ khí chính (thanh gươm) của Lucky (Shishi Red).
  - Kyu Spear (キュースピア Kyū Supia?): Vũ khí chính (cây giáo) của Stinger (Sasori Orange) và Kotaro (Koguma Skyblue).
  - Kyu Claw (キュークロー Kyū Kurō?): Vũ khí chính (vuốt) của Garu (Ookami Blue).
  - Kyu Crossbow (キュークロースボウ Kyū Kurosubō?): Vũ khí chính (nỏ) của Balance (Tenbin Gold).
  - Kyu Axe (キューアックス Kyū Akkusu?): Vũ khí chính (rìu) của Champ (Oushi Black).
  - Kyu Sickle (キューシックル Kyū Shikkuru?): Vũ khí chính (lưỡi hái) của Narga (Hebitsukai Silver).
  - Kyu Rapier (キューレイピア Kyū Reipia?): Vũ khí chính (thanh trường kiếm) của Hammy (Chameleon Green).
  - Kyu Shot (キューショット Kyū Shotto?): Vũ khí chính (súng ngắn) của Raptor (Washi Pink).
  - Kyu Slasher (キュースラッシャー Kyū Surashā?): Vũ khí chính (dao) của Sparda (Kajiki Yellow).
- Ryu Tweder (リュウツエダー Ryū Tsuedā?). Cây gậy của Shou Ronpou. Nó vừa là thiết bị biến thân kiêm vũ khí chính của ông.
- Kyu Buckle (キュウバックル Kyū Bakkuru?). Phần khóa màu bạc ở thắt lưng của Kyuranger. Dùng nó để lấy Kyu Tama được chuyển từ bàn bi-a ở trên tàu Orion. Thiết bị này trên thắt lưng của Shou Ronpou (Ryu Commander) có màu vàng kim và được gọi là Ryu Buckle (リュウバックル Ryū Bakkuru?).
- Kyu Lette (キューレット Kyū Retto?): Hộp quay lựa chọn người đi chiến đấu và người ở lại tàu. Bỏ Kyu Tama của mọi người vào nó và quay như quay xổ số. Theo Raptor giải thích do mỗi người có nguồn Kyu Energy giới hạn nên phải lựa chọn bằng cách này.
- Houou Blade (ホウオウブレード Hōō Burēdo?): Vũ khí chính (thanh kiếm) của Tsurugi (Houou Soldier), trên kiếm có chỗ để bỏ Kyu Tama vào trong.
- Houou Shield (ホウオウシールド Hōō Shīrudo?): Vũ khí chính (tấm khiên) của Tsurugi (Houou Soldier).

## Tập phim
Mỗi tập phim của Kyuranger được gọi là một "Space".
1. Super Star đệ nhất của vũ trụ. (宇宙一のスーパスター Uchū ichi no Sūpā Sutā?)
2. Tiến lên! Băng trộm BN. (いくぜっ！怪盗BN団 Ikuze! Kaitō Bi-Enu-dan?)
3. Chàng trai đến từ hành tinh sa mạc. (砂漠の星からきた男 Sabaku no hoshi kara kita otoko?)
4. Android mơ mộng (夢みるアンドロイド Yume miru Andoroido?)
5. 9 vị cứu tinh tối thượng. (9人の究極の救世主 Kyu nin no kyūkyoku no kyūseishu?)
6. Tung bay! Dancing Star! (はばたけ！ダンシングスター！ Habatake! Danshingu Sutā!?)
7. Giành lại ngày sinh nhật! (誕生日をとりもどせ！ Tanjōbi o torimodose!?, có sự xuất hiện của Kamen Rider Ex-Aid)
8. Bí mật của Tư lệnh Shou Ronpou. (司令官ショウ・ロンポーの秘密 Shirei-kan Shō Ronpō no himitsu?)
9. Cháy lên nào! Dragon Ma-Star. (燃えよ！ドラゴンマスター Moeyo! Doragon Ma Sutā?)
10. Người khổng lồ bé nhỏ, Big Star! (小さな巨人、ビッグスター！ Chīsana kyojin, Biggu Sutā!?)
11. Bộ ba Kyutama giải cứu vũ trụ (宇宙を救う3つのキュータマ Uchū o sukū mittsu no Kyūtama?)
12. 11 chiến binh tối thượng All Star (11人の究極のオールスター Jū-ichi nin no kyūkyoku no Ōru Sutā?)
13. Stinger, sự khiêu chiến tới anh trai (スティンガー、兄への挑戦 Sutingā, ani e no chōsen?)
14. Nhảy nào! Vũ trụ Long cung thành! (おどる!宇宙龍宮城! Odoru! Uchū Ryūgū-jō?)
15. Vị cứu thế của hành tinh biển Vela (海の惑星ベラの救世主 Umi no wakusei Bera no kyūseishu?)
16. Stinger, sự tái ngộ với anh trai (スティンガー、兄との再会 Sutingā, ani to no saikai?)
17. Mặt trời thắp sáng mái vòm bóng tối! (闇のドームを照らしタイヨウ！ Yami no dōmu wo terashi taiyō!?)
18. Phát động khẩn cấp! Space Hero! (緊急出動！スペースヒーロー！ Kinkyū Shutsudō! Supēsu Hīrō!?)
19. Linh hồn của hành tinh rừng Keel (森の惑星キールの精霊 Mori no wakusei Kiiru no seiren?)
20. Stinger đấu Scorpio (スティンガーVSスコルピオ Sutingā tai Sukorupio?)
21. Vĩnh biệt Scorpio! Thuyền Argo, thời khắc khôi phục! (さらばスコルピオ！アルゴ船,復活の時！ Saraba Sukorupio! Arugo-sen, fukkatsu no toki!?)
22. Nguồn gốc của cứu tinh huyền thoại! (伝説の救世主の正体！ Densetsu no kyūseishu no shōtai!?)
23. Trở thành khiên chắn cho ta đi! (俺様の盾になれ！ Ore-sama no tate ni nare!?)
24. Tôi sẽ làm khiên chiến đấu! (俺は戦う盾になる！ Ore wa tatakau tate ni naru!?)
25. Hành tinh Toki, quyết tâm của cậu bé. (惑星トキ、少年の決意 Wakusei Toki, shōnen no ketsui?)
26. Chiến binh bóng tối, Hebitsukai Metal. (闇の戦士、 ヘビツカイメタル Yami no senshi, Hebitsukai Metaru?)
27. Khủng khoảng bảo vệ tại tàu Orion!? (オリオン号でインダベーパニック！？ Orion-go de indabē panikku!??)
28. Băng trộm BN, giải tán... (怪盗BN団、解散… Kaitō Bi-Enu-dan, kaisan...?)
29. Chòm sao Orion, chiến binh mạnh nhất (オリオン座、最強の戦士 Orion-za, saikyō no senshi?)
30. Được lắm! Kyutama kỳ diệu (ヨッシャ！奇跡のキュータマ Yossha! Kiseki no Kyūtama?)
31. Đại tác chiến đoạt lại Narga! (ナーガ奪還大作戦! Nāga dakkan dai sakusen!?)
32. Tàu Orion, vĩnh cửu (オリオン号よ、永遠に Orion-gō yo, eien ni?)
33. Khởi động! Battle Orion Ship (発進！バトルオリオンシップ Hasshin! Batoru Orion Shippu?)
34. Chiến binh mặt nạ bí ẩn, xuất hiện (謎の覆面戦士、現る Nazo no fukumen senshi, arawaru?)
35. Bí mật của Idol No.1 vũ trụ (宇宙No.1アイドルの秘密 Uchū nanbā wan Aidoru no himitsu?)
36. Huyền thoại ngủ quên tại quê hương của Lucky (ラッキーの故郷に眠る伝説 Rakkī no furusato ni nemuru densetsu?)
37. Lucky, sự tái ngộ với bố (ラッキー、父との再会 Rakkī, chichi to no saikai?)
38. Bất ngờ! 9 nguy cơ liên tục! (おっタマげ！危機9連発！ Ottamage! Kiki 9 renpatsu!?)
39. Đại phiêu lưu của chòm sao Pergasus (ペルセウス座の大冒険 Peruseusu-za no dai bōken?)
40. Khai mạc! Death Ball của địa ngục (開幕！地獄のデースボール Kaimaku! Jigoku no Dēsu Bōru?)
41. Đột nhập! Chòm sao Nam Thập Tự - Southern Cross (突入！惑星サザンクロス Totsunyū! Wakusei Sazan Kurosu?)
42. Bố? Vũ trụ? Quyết tâm của Lucky (父か？宇宙か？ラッキーの覚悟 Chichi ka? Uchū ka? Rakkī no kakugo?)
43. Lời hứa 'Được lắm, Lucky' trong đêm thánh (聖夜に誓うヨッシャ、ラッキー Seiya ni chikau Yossha, Rakkī?)
44. Danh tính thật của Don Armage (ドン・アルマゲの正体 Don Arumage no shōtai?)
45. Tính mạng của Tsurugi và nguy cơ của Trái Đất (ツルギの命とチキュウの危機 Tsurugi no inochi to Chikyū no kiki?)
46. Giữa hy vọng và tuyệt vọng (希望と絶望のはざまで Kibō to zetsubō no hazama de?)
47. Lời hứa của các vị cứu thế (救世主たちの約束 Kyūseishu-tachi no yakusoku?)
48. Final: Vang vọng tới vũ trụ! Được lắm, Lucky (宇宙に響け！ヨッシャ、ラッキー Uchū ni hibike! Yossha, Rakkī?)

## Tập đặc biệt
- 9 Kyurangers xuất hiện lần đầu trong Doubutsu Sentai Zyuohger vs Ninninger the Movie: Thông điệp của Super Sentai từ tương lai , được phát hành tại các rạp ở Nhật vào ngày 14 tháng 1 năm 2017. Và trong một bộ phim bắt chéo, mang tên Kamen Rider × Super Sentai: Ultra Super Hero Taisen ( 仮面ライダー×スーパー戦隊超スーパーヒーロー大戦Kamen Raida × Supa Sentai Cho Supa Hiro Taisen ) gồm các diễn viên của Uchu Sentai Kyuranger , Kamen Rider Amazon , Kamen Rider Ex -Aid và Doubutsu Sentai Zyuohger , được phát hành tại Nhật vào ngày 25 tháng 3 năm 2017. Bộ phim này sẽ kỷ niệm 10 năm Kamen Rider Den-O , họ xuất hiện trong bộ phim này. Nó cũng có sự xuất hiện các tàu vũ trụ Andor Genesis từ trò chơi Xevious, được sử dụng bởi nhân vật phản diện chính của bộ phim, cũng như giới thiệu các bộ phim độc quyền Kamen Rider True Brave do nam diễn viên Toshiki Seto thủ vai Kamen Rider Brave trong phim Kamen Rider Ex-Aid , và nhân vật phản diện Shocker Great Leader III do ca sĩ Diamond Yukai thủ vai. Bên cạnh đó, diễn viên cá nhân từ Kamen Rider và phim truyền hình Super Sentai, như Ryohei Odai ( Kamen Rider Ryuki ), Gaku Matsumoto ( Shuriken Sentai Ninninger ), Atsushi Maruyama ( Zyuden Sentai Kyoryuger ), và Hiroya Matsumoto ( Tokumei Sentai Go-Busters ) tham gia trong vai trò chính của họ.  Ngoài ra, một bộ phim được chuẩn bị chiếu ở rạp ở Nhật vào ngày 5 tháng 8 năm 2017, sau bộ phim Kamen Rider Ex-Aid .
- Transformation Lessons ~Let's Star Change Together!~ (宇宙戦隊キュウレンジャー 変身講座 ～君も一緒にスターチェンジ！～ Uchū Sentai Kyūrenjā Henshin Kōza Kimi mo Issho no Sutā Chenji!) là một loạt web độc quyền phát hành vào Kênh YouTube chính thức của Toei. Nội dung  của series là dạy cho khán giả cách sử dụng Seiza Blaster để biến hình thành Kyuranger và đồng thời cụng dạy cách sử dụng các vũ khí khác của Kyuranger. Series này gồm có 7 chương, dưới đây là danh sách các chương trong series:

1. Chương Shishi Red & Chameleon Green ( シシレッド&カメレオングリーン編Shishi Reddo & Kamereon Gurin-hen ) diễn ra giữa tập 1 và 2.
2. Chương Tenbin Gold & Hebitsukai Silver ( テンビンゴールド&ヘビツカイシルバー編Tenbin Gōrudo & Hebitsukai Shirubā-hen) diễn ra giữa tập 2 và 3.
3. Chương Ookami Blue & Oushi Black ( オオカミブルー&オウシブラック編Okami Buru & Oushi Burakku-hen ) diễn ra giữa tập 3 và 4.
4. Chương Washi Pink & Kajiki Yellow ( ワシピンク&カジキイエロー編Washi Pinku Ando kajiki Ierō-hen ) diễn ra giữa tập 4 và 5.
5. Chương Sasori Orange ( サ ソ リ オ レ ン ジ 編Sasori Orenji-hen ) diễn ra giữa các tập 5 và 6.
6. Chương Pegasus Shishi Red ( ペガサスシシレッド編Pegasasu Shishi Reddo-hen ) diễn ra giữa tập 6 và 7.
7. Chương Đặc biệt (スペシャルエピソード Supesharu Episōdo) diễn ra giữa tập 24 và 25 (Chương của Ryu Commander, Koguma Skyblue và Houou Soldier).

- From Episode of Stinger, Uchu Sentai Kyuranger: High School Wars (from Episode of スティンガー 宇宙戦隊キュウレンジャー ハイスクールウォーズ Furomu Episōdo Obu Sutingā Uchū Sentai Kyūrenjā Hai Sukūru Wōzu) là một spin-off gồm 4 tập do Toei tokusatsu Fan Club App phát sóng:

1. 1st Period: Morning Assembly (朝礼 Chōrei)
2. 2nd Period: Art Class (美術 Bijutsu)
3. 3rd Period: Science Class (理科 Rika)
4. 4th Period: P.E. (体育 Taiiku)

Nội dung của series này như sau: Lucky và các Kyurangers khác đã giả dạng làm học sinh trung học để thâm nhập vào trường học của Jark Matter để tìm hiểu về việc tẩy não các sinh viên từ khắp nơi trên vũ trụ của chúng.
- Uchu Sentai Kyuranger The Movie: The Geth Indaver's Counterattack (宇宙戦隊キュウレンジャー THE MOVIE ゲース・インダベーの逆襲 Uchū Sentai Kyūrenjā Za Mūbī Gēsu Indabē no Gyakushū) là bộ phim mùa hè của Super Sentai, diễn ra giữa tập 22 và 23 của Uchu Sentai Kyuranger. Bộ phim có sự góp mặt của một mecha độc quyền,  Cerberus Voyager.
- Uchu Sentai Kyuranger: Episode of Stinger (宇宙戦隊キュウレンジャー Episode of スティンガー Uchū Sentai Kyuurenjā Episōdo Obu Sutingā) là một V-Cinema của Uchu Sentai Kyuranger được phát hành trên đĩa DVD / Blu-Ray vào ngày 25 tháng 10 năm 2017, đây cũng là lần đầu tiên trong lịch sử Super Sentai có một V-Cinema dành riêng cho một Senshi (Stinger - Sasori Orange). Bộ phim là phần tiếp theo của series From Episode of Stinger, Uchu Sentai Kyuranger: High School Wars.
- Uchu Sentai Kyuranger Vs. Kaitou Sentai Lupinranger vs Keisatsu Sentai Patranger
- Super Sentai Saikyo Battle

## Phân vai
- Lucky (ラッキー Rakkī?): Takumi Kizu (岐洲 匠 Kizu Takumi?)
- Stinger (スティンガー Sutingā?): Yosuke Kishi (岸 洋佑 Kishi Yōsuke?)
- Naga Ray (ナーガ・レイ Nāga Rei?): Taiki Yamazaki (山崎 大輝 Yamazaki Taiki?)
- Hammy (ハミィ Hamyi?): Sakurako Ookuba (大久保 桜子 Ōkuba Sakurako?)
- Spada (スパーダ Supāda?): Tetsuji Sakakibara (榊原 徹士 Sakakibara Tetsuji?)
- Garu (ガル? Voice):Kazuya Nakai (中井 和哉 Nakai Kazuya?)
- Balance (バランス Baransu?, Voice):Yuki Ono (小野 友樹 Yūki Ono?)
- Champ (チャンプ Chanpu?, Voice):Akio Otsuka (大塚 明夫 Ōtsuka Akio?)
- Raptor 283 (ラプター283 Raputā Ni Hachi San?, Voice):Mao Ichimichi or M.A.O (市道 真央 Ichimichi Mao?)
- Shou Ronpo (ショウ・ロンポー Shō Ronpō, Voice): Hiroshi Kamiya (神谷 浩史 Kamiya Hiroshi)
- Kotaro Sakuma (佐久間 小太郎 Sakuma Kotarō)ː Shota Taguchi (田口 翔大 Taguchi Shōta)
- Tsurugi Ootori (鳳 ツルギ Ōtori Tsurugi): Keisuke Minami (南 圭介 Minami Keisuke)
- Don Armage (ドン・アルマゲ Don Arumage, Voice): Atsuki Tani (谷 昌樹 Tani Atsuki)
- Eridrone (エリードロン Erīdoron, Voice): Takaya Kuroda (黒田 崇矢 Kuroda Takaya)
- Scorpio (スコルピオ Sukorupio):  Yuki Kubota (久保田 悠来 Kubota Yūki)
- Narration, Seiza Blaster Voice: Subaru Kimura (木村 昴 Kimura Subaru)

## Khách mời
- Hoshi Minato (ホシ★ミナト? 1, 2, 14, 35, 36, 44, 47, 48, ending clip): Hiroya Matsumoto (松本 寛也 Matsumoto Hiroya?)
- Bác sĩ Anton (アントン博士 Anton-hakase?, 3, 38, 39, 42, 44, 45): Tsuyoshi Ujiki (うじき つよし Ujiki Tsuyoshi?)
- Emu Hojo (宝生 永夢 Hōjō Emu?, 7): Hiroki Iijima (飯島 寛騎 Iijima Hiroki?)
- Geki Jumonji (十文字 撃 Jūmonji Geki?, 18): Yuma Ishigaki (石垣 佑磨 Ishigaki Yūma?)
- Banban Akaza (赤座 伴番 Akaza Banban?, 18): Ryuji Sainei (さいねい 龍二 Sainei Ryūji?) - Deka Red (デカレッド Dekareddo?)
- Senichi Enari (江成 仙一 Enari Sen'ichi?, 18): Itō Yōsuke (伊藤 陽佑 Itō Yōsuke?) - Deka Green (デカグリーン Dekagurīn?)
- Kodou Koume (胡堂 小梅 Kodō Koume?, 18): Mika Kikuchi (菊地 美香 Kikuchi Mika?) - Deka Pink (デカピンク Dekapinku?)
- Doggie Kruger (ドギー・クルーガー Dogī Kurūgā?, Lồng tiếng): Inada Tetsu (稲田 徹 Inada Tetsu?) - Deka Master (デカマスター Dekamasutā?)
- Orion (オライオン Oraion?, 28-30, 33): Kai Shishido (宍戸 開 Shishido Kai?)
- Aslan (アスラン Asuran?, 36, 37, 41-43): Yamazaki Ginnojō (山崎 銀之丞 Yamazaki Gin'nojō?)
- News Reporter (48): Kobayashi Maya (小林 麻耶 Kobayashi Maya?)

## Nhạc phim

### Nhạc mở đầu
- "Lucky Star" (LUCKYSTAR?)

### Nhạc kết
- "Kyutama Dancing!" (キュータマダンシング! Kyūtama Danshingu!?)